# Hachigatsu no kyōshikyoku
Hachigatsu no kyōshikyoku (八月の狂詩曲, Hachigatsu no rapusodī, en català Rapsòdia a l'agost) és una pel·lícula japonesa del conegut director Akira Kurosawa; fou estrenada el 1991. Està basada en la novel·la Nabe no naka de Kiyoko Murata.
La pel·lícula tracta el tema d'una vella hibakusha, que va perdre al seu marit durant el bombardeig a la ciutat de Nagasaki l'any 1945, i es queda cuidant els seus quatre nets. Durant la història, la dona s'assabenta que el seu germà gran, Suzujiro, que havia emigrat del Japó el 1920 i que vivia a Hawai, estava molt malalt. L'estrella de cinema Richard Gere interpreta Clark, el fill de Suzujiro. La pel·lícula va ser seleccionada per al Oscar a la millor pel·lícula de parla no anglesa als Premis Oscar de 1991, però finalment no va ser nominada.

## El títol
El títol en japonès (八月の狂詩曲 Hachigatsu no rapusodī) és més conegut com a Hachigatsu no kyōshikyoku. "八月" significa "agost" i "狂詩曲" significa "rapsòdia". Ambdues són paraules kanji japoneses. "狂詩曲" se sol pronunciar "kyōshikyoku". Quan aquesta pel·lícula va sortir al Japó el 1991, Kurosawa va afegir furigana "ラプソィーrapusodī" a la paraula "狂詩曲" una decisió contrària a l'ús estàndard del japonès. Així, la correcta romanització del títol oficial japonès és Hachigatsu no rapusodī. Però, sovint, el títol japonès és citat sense la part furigana en diversos mitjans de comunicació. Aquesta és la raó per la qual la lectura errònia Hachigatsu no kyōshikyoku és més coneguda que la pronunciació correcta.

## Sinopsi
Rapsòdia a l'agost és la història de tres generacions i les seves respostes al bombardeig atòmic del Japó. Kane és una dona vella el marit de la qual va ser assassinat en el bombardeig de Nagasaki. Després, venen els seus dos fills i els seus cònjuges, tots els quals es van criar al Japó de la postguerra, així com el seu cosí Nisei Clark (interpretat per Richard Gere), que va créixer a Amèrica. Finalment, Kane té quatre nets, que van néixer molt de temps després.
Els nets de Kane venen a visitar-la a casa seva durant l'estiu, a Kyushu, mentre els seus pares visiten un home, el germà de Kane a Hawái. Mentre que a Nagasaki, els nens visiten el lloc on llur avi va ser assassinat el 1945 i prenen consciència dels bombardejos atòmics per primera cop s la vida. A poc a poc van tenint més respecte per la seva àvia.
Reben un telegrama dels seus cosins d'Amèrica, i ofereixen als pares un treball de gestió dels seus camps de pinya a Hawaii. Tot és complicat i en la seva resposta, els nets esmenten l'atac atòmic, la qual cosa fa enfadar els seus pares. Per suavitzar les coses més, un dels japonesos-americans (Clark) viatja al Japó per estar amb Kane per l'aniversari. Kane es reconcilia amb Clark sobre el tema dels bombardejos.
Clark se sent molt emocionat pels esdeveniments que veu a la comunitat de Nagasaki al moment dels fets commemoratius de les morts que se celebra anualment per recordar el bombardeig. Especialment significatiu per a Clark és la visualització d'una cerimònia budista en la qual la comunitat local es reuneix en record d'aquells per la bomba. De sobte, Clark rep un telegrama dient-li que el seu pare, el germà de Kane, ha mort a Hawaii i es veu obligat a tornar allí per al funeral.
La salut mental i la memòria de Kane comencen a fallar. Els seus records del seu cònjuge perdut mai no s'han ajustat completament amb el mateix record de la persona estimada que va perdre. Comença a mostrar signes d'un estrany comportament a l'exposar la roba vella del seu marit com si el seu marit reaparegués de sobte i els necessités per posar-se. Quan arriba una tempesta, la seva salut mental sembla que confon la tempesta amb un avís antiaeri d'un altre atac amb bomba atòmica i que busca protegir els seus nets visitants emprant remeis casolans que confonen els seus fills i especialment els seus nets. A mesura que la tempesta s'intensifica, Kane es desorienta més i confon erròniament la tempesta amb la pertorbació atmosfèrica causada pel bombardeig de Nagasaki, del qual va ser testimoni a una distància segura molts anys abans. Desorientada, Kane decideix que ha de salvar al seu marit encara viu en la seva memòria, de la imminent explosió atòmica. Amb tota la seva força restant, pren el seu petit paraigua i lluita contra la tempesta tot anant a Nagasaki a advertir el seu marit de l'amenaça mortal, una explosió atòmica encara fresca en la seva ment i que no pot oblidar.

## Repartiment

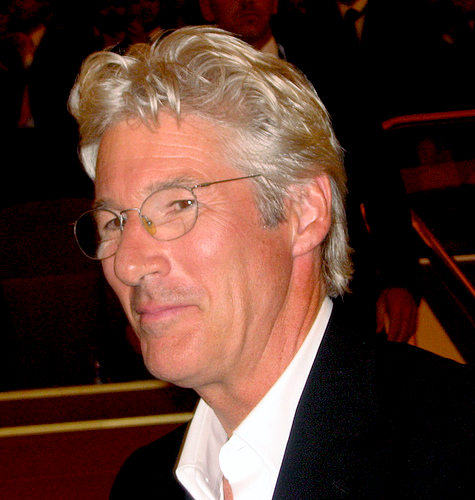
Com a practicant del budisme, Gere interpretà el paper de Clark en aquesta pel·lícula de Kurosawa (1991). Imatge de Gere a Itàlia l'octubre del 2007.

- Sachiko Murase com a Kane (l'àvia)
- Hisashi Igawa com a Tadao (fill de Kane)
- Narumi Kayashima com a Machiko (dona de Tadao)
- Tomoko Otakara com a Tami (filla de Tadao)
- Mitsunori Isaki com a Shinjiro (fill de Tadao)
- Toshie Negishi com a Yoshie (filla de Kane)
- Hidetaka Yoshioka com a Tateo (fill de Yoshie)
- Choichiro Kawarazaki com a Noboru (marit de Yoshie)
- Mieko Suzuki com a Minako (filla de Yoshie)
- Richard Gere com a Clark (nebot de Kane)

## Crítica
Hachigatsu no kyōshikyoku va rebre crítiques diverses des de la seva estrena el 1991. Alguns crítics van aprofitar el fet que la pel·lícula se centrés en els bombardejos atòmics com a crims de guerra, mentre que s'ometien detalls dels crims de guerra japonesos en la guerra del Pacífic. Quan es va estrenar al Festival de Cinema de Cannes de 1991, un periodista fins i tot va fer aixecar la veu en una conferència de premsa: «Per què va caure la bomba?» Al Festival de Cinema de Tòquio, els crítics del militarisme japonès van dir que Kurosawa havia ignorat els fets històrics que van provocar la bomba.
L'assagista i historiador del cinema japonès, Inuhiko Yomota, va comentar: «Molts crítics, inclosos jo, van pensar que Kurosawa era xovinista en la seva representació dels japonesos com a víctimes de la guerra, tot ignorant les accions brutals dels japonesos i blanquejant-los amb un sentiment humanista barat». La resposta de Kurosawa va ser que les guerres són entre governs, no persones, i van negar qualsevol intencionalitat antiamericana.